# Ravel Morrison
Ravel Ryan Morrison (Manchester, 2 febbraio 1993) è un calciatore inglese naturalizzato giamaicano, centrocampista del Precision.

## Caratteristiche tecniche
Mezzala dal buon bagaglio tecnico, veloce e dotato di resistenza, può giocare anche come trequartista.

## Carriera

### Club

#### Manchester United
Viene scoperto da Phil Brogan, ex allenatore della Manchester United Academy. Personaggi illustri come Rio Ferdinand ed Alex Ferguson dichiararono che il centrocampista britannico fosse uno dei talenti più cristallini che avessero mai visto. Firma per il Manchester Utd nel 2009 e un anno più tardi firma il suo primo contratto da professionista. Fa il suo debutto da professionista il 26 ottobre 2010 nella partita, di Coppa di Lega vinta per 3-2, contro il Wolverhampton; subentra al 90º minuto al compagno di squadra Park Ji-sung; la prima stagione si conclude con una sola presenza in Coppa di Lega ma in compenso il Manchester United vince il Campionato.
Il 7 agosto 2011, pur non scendendo in campo, vince la sua prima Community Shield; difatti il Manchester United batte, per 2-3, i rivali del Manchester City. L'esordio stagionale arriva il 25 ottobre 2011, sempre in Coppa di Lega, nella vittoria, per 0-3, contro l'Aldershot Town; subentra a Mame Biram Diouf al 70º minuto. Ottiene la sua seconda ed ultima presenza stagionale il 30 novembre 2011 in occasione della sconfitta, per 1-2, in Coppa di Lega contro il Crystal Palace; sostituisce Dimităr Berbatov al 46º minuto. Il 31 gennaio 2012 lascia Manchester per accasarsi al West Ham, concludendo l'esperienza al Manchester United con tre sole presenze, nessuna delle quali in campionato.

#### West Ham ed i vari prestiti
Il 31 gennaio 2012 firma un contratto di tre anni e mezzo con il West Ham Utd, all'epoca militante nella seconda serie inglese. Nel corso della stessa stagione disputa la sua prima ed unica gara con la maglia del club londinese in Championship il 17 marzo, pareggiando per 1-1 sul campo del Leeds Utd; a fine anno la sua squadra viene promossa in Premier League, la massima serie inglese.

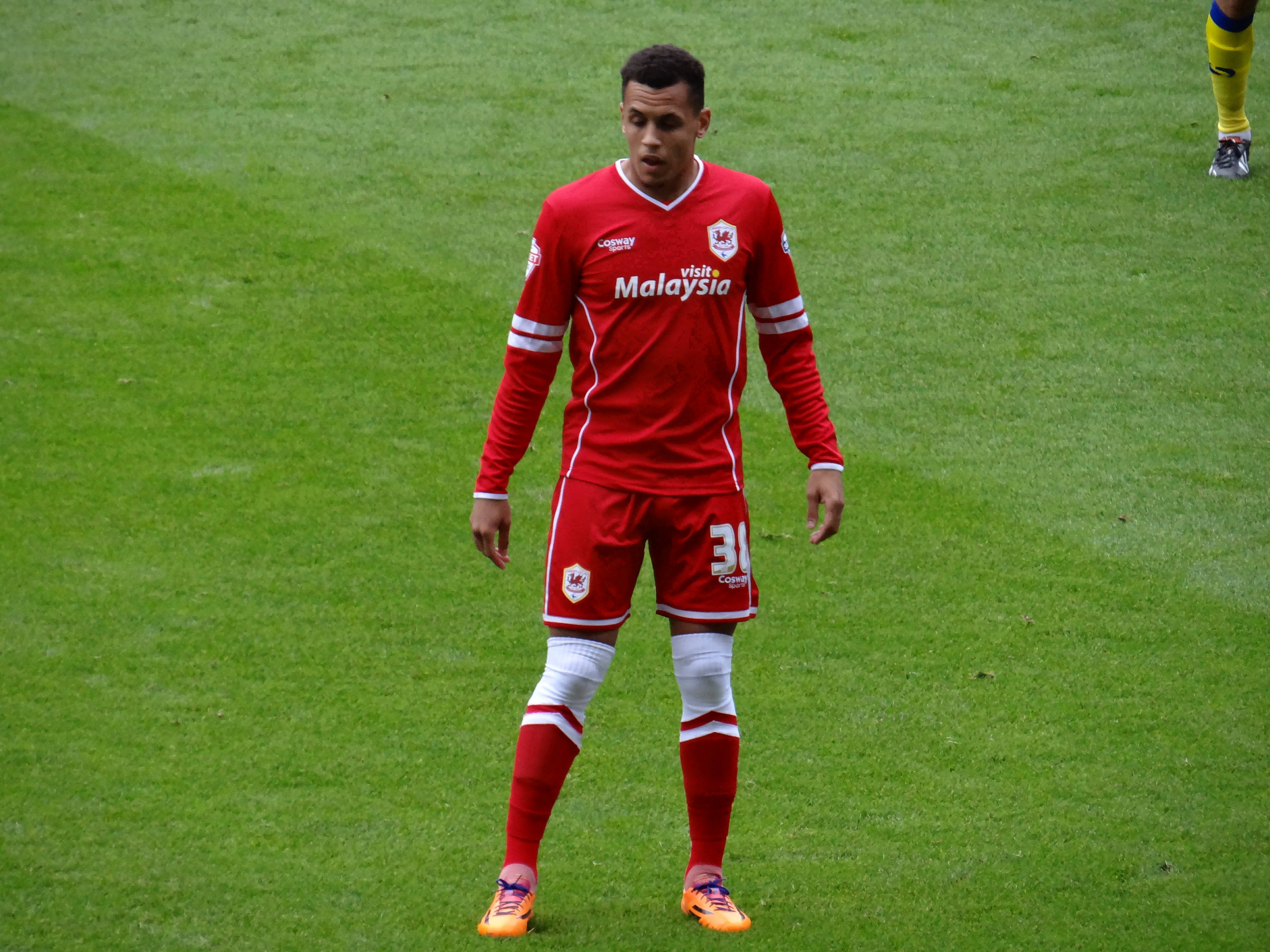
Morrison con la maglia del nel 2014.

L'anno seguente, nella stagione 2012-2013, viene ceduto in prestito al Birmingham City, con cui esordisce il 14 agosto 2012 in occasione della partita, di Coppa di Lega, vinta per 5-1 contro il Barnet. Mentre l'esordio in campionato, nella seconda serie inglese, arriva quattro giorni più tardi nel pareggio interno, per 1-1, contro il Charlton. Il 17 novembre successivo mette a segno il suo primo gol da professionista, in occasione della sconfitta interna, per 2-3, contro l'Hull City. A fine stagione il Birmingham City si piazza al 12º posto, non valevole per la promozione in Premier League, e Morrison totalizza trenta presenze e tre reti.
Nella stagione 2013-2014, grazie alle sue prestazioni dell'anno precedente con la maglia del Birmingham City, viene aggregato in prima squadra nel West Ham, militante in Premier League. L'esordio nella massima categoria inglese arriva il 24 agosto 2013 in occasione del pareggio esterno, per 0-0, contro il Newcastle Utd. Il 21 settembre successivo arriva anche il primo gol, in occasione della sconfitta interna, per 2-3, contro l'Everton. A febbraio il club decide di cederlo nuovamente in prestito in seconda categoria, al QPR, con cui esordisce il 22 febbraio 2014 nella sconfitta esterna, per 1-0, contro il Charlton. L'8 marzo successivo mette a segno la sua prima doppietta in carriera, in occasione della vittoria esterna, proprio per 0-2, contro la sua ex squadra, il Birmingham City. A fine stagione il QPR viene promosso in Premier League e il giocatore totalizza diciassette presenze e sei reti.
All'inizio della stagione 2014-2015, fa ritorno al suo club ma dopo appena due presenze viene ceduto ancora una volta nella seconda serie inglese, questa volta al Cardiff City. Il prestito in terra gallese non risulta essere una esperienza da ricordare, difatti torna al West Ham dopo appena quattro mesi. L'8 febbraio 2015 decide di rescindere il proprio contratto con il club londinese.

#### Lazio e prestiti
In seguito alla rescissione del contratto con gli inglesi, il centrocampista si accorda firmando un pre-contratto con la Lazio, e inizia anche ad allenarsi presso il centro sportivo di Formello. Il 15 luglio 2015 la Lazio ufficializza l'ingaggio dell'inglese. L'esordio con la maglia biancoceleste arriva l'8 agosto 2015 in occasione della sconfitta nella Supercoppa italiana 2015, per 2-0, contro i campioni d'Italia della Juventus. Il 26 agosto 2015 disputa la sua prima partita in assoluto in una competizione europea, in occasione del turno preliminare, perso per 3-0, contro i tedeschi del Bayer Leverkusen. Il 30 agosto successivo disputa anche la sua prima partita in Serie A, in occasione della trasferta persa, per 4-0, contro il Chievo. La prima stagione in biancoceleste risulta piuttosto deludente poiché viene utilizzato molto di rado andando a totalizzare sole otto presenze, quattro delle quali in campionato.
Il 31 gennaio 2017 viene ceduto, a titolo temporaneo, al QPR. Il "secondo" esordio con la maglia del QPR arriva il 4 febbraio successivo in occasione della trasferta persa, per 1-0, contro il Blackburn. Il 19 maggio, dopo essere sceso in campo cinque volte, la squadra londinese annuncia di non voler riscattare il giocatore, che fa così ritorno a Roma.
Il 31 agosto 2017 viene ceduto in prestito all'Atlas, squadra della prima divisione messicana.

#### Svezia, Sheffield United e prestiti al Middlesbrough e all'ADO Den Haag
Il 14 febbraio 2019 rescinde il contratto che lo legava alla Lazio per accordarsi a titolo definitivo all'Östersund, club della prima divisione svedese, con un contratto di breve durata valido fino al successivo 30 giugno. Durante questo periodo disputa solo 6 partite di campionato, complici anche alcuni problemi fisici.
Il 16 luglio 2019 viene tesserato con un contratto annuale dallo Sheffield Utd, neopromosso in Premier League. Il 31 gennaio 2020 viene ceduto in prestito al Middlesbrough per il resto della stagione 2019-2020.
Terminato il prestito al Boro fa ritorno allo Sheffield, ma il 21 settembre 2020 viene ceduto nuovamente in prestito, questa volta all'ADO Den Haag. Il 9 gennaio 2021 decide di risolvere il suo con l'ADO Den Haag, chiudendo la sua esperienza in Olanda dopo appena 4 presenze.

#### Derby County
Il 7 agosto 2021 firma per il Derby County. Nel club inglese, riuscirà a convincere segnando 4 reti in 35 gare disputate.

#### D.C. United e Precision
Il 21 luglio 2022, si trasferirà negli Stati Uniti, firmando per il D.C. United, militante in MLS; nell'arco di due anni di permanenza, mette a segno 2 reti in 14 partite di campionato giocate.
Nel 2024 va a giocare al Precision, club della terza divisione degli Emirati Arabi Uniti.

### Nazionale
Ha giocato alcune partite amichevoli con le nazionali Under-16, Under-17 ed Under-18; nel 2013 ha giocato due partite con l'Under-21 valide per le qualificazioni agli Europei di categoria, nelle quali ha anche segnato due reti.
Nel marzo del 2018 è stato contattato per giocare con la Giamaica, nazione delle sue origini. Nel maggio del 2019 viene inserito nella lista dei pre-convocati dalla Giamaica per la Gold Cup, salvo poi venirne estromesso successivamente. Il 14 novembre 2020 fa il suo debutto con la selezione giamaicana in amichevole contro l'Arabia Saudita.
Il 30 marzo 2022 realizza la sua prima rete in nazionale nel successo per 2-1 contro l'Honduras.

## Statistiche

### Presenze e reti nei club
Statistiche aggiornate al 1º gennaio 2024.
| Stagione              | Squadra               | Campionato            | Campionato | Campionato | Coppe nazionali | Coppe nazionali | Coppe nazionali | Coppe continentali | Coppe continentali | Coppe continentali | Altre coppe | Altre coppe | Altre coppe | Totale | Totale |
| Stagione              | Squadra               | Comp                  | Pres       | Reti       | Comp            | Pres            | Reti            | Comp               | Pres               | Reti               | Comp        | Pres        | Reti        | Pres   | Reti   |
| --------------------- | --------------------- | --------------------- | ---------- | ---------- | --------------- | --------------- | --------------- | ------------------ | ------------------ | ------------------ | ----------- | ----------- | ----------- | ------ | ------ |
| 2010-2011             | Manchester Utd        | PL                    | 0          | 0          | FACup+CdL       | 0+1             | 0               | UCL                | 0                  | 0                  | CS          | 0           | 0           | 1      | 0      |
| 2011-gen. 2012        | Manchester Utd        | PL                    | 0          | 0          | FACup+CdL       | 0+2             | 0               | UCL+UEL            | 0                  | 0                  | CS          | 0           | 0           | 2      | 0      |
| Totale Manchester Utd | Totale Manchester Utd | Totale Manchester Utd | 0          | 0          |                 | 3               | 0               |                    | -                  | -                  |             | -           | -           | 3      | 0      |
| gen.-giu. 2012        | West Ham Utd          | FLC                   | 1          | 0          | FACup+CdL       | 0               | 0               | -                  | -                  | -                  | -           | -           | -           | 1      | 0      |
| 2012-2013             | Birmingham City       | FLC                   | 27         | 3          | FACup+CdL       | 2+1             | 0               | -                  | -                  | -                  | -           | -           | -           | 30     | 3      |
| 2013-feb. 2014        | West Ham Utd          | PL                    | 16         | 3          | FACup+CdL       | 1+4             | 0+2             | -                  | -                  | -                  | -           | -           | -           | 21     | 5      |
| feb.-giu. 2014        | QPR                   | FLC                   | 15+2       | 6+0        | FACup+CdL       | 0               | 0               | -                  | -                  | -                  | -           | -           | -           | 17     | 6      |
| lug.-set. 2014        | West Ham Utd          | PL                    | 1          | 0          | FACup+CdL       | 0+1             | 0               | -                  | -                  | -                  | -           | -           | -           | 2      | 0      |
| Totale West Ham Utd   | Totale West Ham Utd   | Totale West Ham Utd   | 18         | 3          |                 | 6               | 2               |                    | -                  | -                  |             | -           | -           | 24     | 5      |
| set. 2014-gen. 2015   | Cardiff City          | FLC                   | 7          | 0          | FACup+CdL       | 0               | 0               | -                  | -                  | -                  | -           | -           | -           | 7      | 0      |
| 2015-2016             | Lazio                 | A                     | 4          | 0          | CI              | 0               | 0               | UCL+UEL            | 1+2                | 0                  | SI          | 1           | 0           | 8      | 0      |
| 2016-gen. 2017        | Lazio                 | A                     | 0          | 0          | CI              | 0               | 0               | -                  | -                  | -                  | -           | -           | -           | 0      | 0      |
| gen.-giu. 2017        | QPR                   | FLC                   | 5          | 0          | FACup+CdL       | 0               | 0               | -                  | -                  | -                  | -           | -           | -           | 5      | 0      |
| Totale QPR            | Totale QPR            | Totale QPR            | 20+2       | 6+0        |                 | -               | -               |                    | -                  | -                  |             | -           | -           | 22     | 6      |
| 2017-2018             | Atlas                 | LMX                   | 18+2       | 3+0        | cMX             | 5               | 1               | -                  | -                  | -                  | -           | -           | -           | 25     | 4      |
| 2018-gen. 2019        | Lazio                 | A                     | 0          | 0          | CI              | 0               | 0               | UEL                | 0                  | 0                  | -           | -           | -           | 0      | 0      |
| Totale Lazio          | Totale Lazio          | Totale Lazio          | 4          | 0          |                 | -               | -               |                    | 3                  | 0                  |             | 1           | 0           | 8      | 0      |
| gen.-giu. 2019        | Östersund             | A                     | 6          | 0          | CS              | 3               | 1               | -                  | -                  | -                  | -           | -           | -           | 9      | 1      |
| 2019-gen. 2020        | Sheffield Utd         | PL                    | 1          | 0          | FACup+CdL       | 1+2             | 0               | -                  | -                  | -                  | -           | -           | -           | 4      | 0      |
| gen.-lug. 2020        | Middlesbrough         | FLC                   | 3          | 0          | FACup+CdL       | -               | -               | -                  | -                  | -                  | -           | -           | -           | 3      | 0      |
| 2020-gen. 2021        | ADO Den Haag          | ED                    | 4          | 0          | CO              | 1               | 0               | -                  | -                  | -                  | -           | -           | -           | 5      | 0      |
| 2021-2022             | Derby County          | FLC                   | 36         | 4          | FACup+CdL       | 1+1             | 0+1             | -                  | -                  | -                  | -           | -           | -           | 38     | 5      |
| 2022                  | D.C. United           | MLS                   | 14         | 2          | USOC            | -               | -               | -                  | -                  | -                  | -           | -           | -           | 14     | 2      |
| 2023                  | D.C. United           | MLS                   | -          | -          | USOC            | -               | -               | -                  | -                  | -                  | LC          | -           | -           | -      | -      |
| Totale carriera       | Totale carriera       | Totale carriera       | 158        | 19         |                 | 22              | 4               |                    | 3                  | 0                  |             | 1           | 0           | 192    | 26     |

### Cronologia presenze e reti in nazionale
| Cronologia completa delle presenze e delle reti in nazionale ― Giamaica | Cronologia completa delle presenze e delle reti in nazionale ― Giamaica | Cronologia completa delle presenze e delle reti in nazionale ― Giamaica | Cronologia completa delle presenze e delle reti in nazionale ― Giamaica | Cronologia completa delle presenze e delle reti in nazionale ― Giamaica | Cronologia completa delle presenze e delle reti in nazionale ― Giamaica | Cronologia completa delle presenze e delle reti in nazionale ― Giamaica | Cronologia completa delle presenze e delle reti in nazionale ― Giamaica |
| Data                                                                    | Città                                                                   | In casa                                                                 | Risultato                                                               | Ospiti                                                                  | Competizione                                                            | Reti                                                                    | Note                                                                    |
| ----------------------------------------------------------------------- | ----------------------------------------------------------------------- | ----------------------------------------------------------------------- | ----------------------------------------------------------------------- | ----------------------------------------------------------------------- | ----------------------------------------------------------------------- | ----------------------------------------------------------------------- | ----------------------------------------------------------------------- |
| 14-11-2020                                                              | Riyad                                                                   | Arabia Saudita                                                          | 3 – 0                                                                   | Giamaica                                                                | Amichevole                                                              | -                                                                       | 46’                                                                     |
| 17-11-2020                                                              | Riyad                                                                   | Arabia Saudita                                                          | 1 – 2                                                                   | Giamaica                                                                | Amichevole                                                              | -                                                                       | 29’                                                                     |
| 7-6-2021                                                                | Miki                                                                    | Serbia                                                                  | 1 – 1                                                                   | Giamaica                                                                | Amichevole                                                              | -                                                                       | 72’                                                                     |
| 5-9-2021                                                                | Kingston                                                                | Giamaica                                                                | 0 – 3                                                                   | Panama                                                                  | Qual. Mondiali 2022                                                     | -                                                                       | 46’                                                                     |
| 12-11-2021                                                              | San Salvador                                                            | El Salvador                                                             | 1 – 1                                                                   | Giamaica                                                                | Qual. Mondiali 2022                                                     | -                                                                       | 62’                                                                     |
| 16-11-2021                                                              | Kingston                                                                | Giamaica                                                                | 1 – 1                                                                   | Stati Uniti                                                             | Qual. Mondiali 2022                                                     | -                                                                       | 68’                                                                     |
| 27-1-2022                                                               | Kingston                                                                | Giamaica                                                                | 1 – 2                                                                   | Messico                                                                 | Qual. Mondiali 2022                                                     | -                                                                       |                                                                         |
| 30-1-2022                                                               | Panama                                                                  | Panama                                                                  | 3 – 2                                                                   | Giamaica                                                                | Qual. Mondiali 2022                                                     | -                                                                       | 45’ 65’                                                                 |
| 2-2-2022                                                                | Kingston                                                                | Giamaica                                                                | 0 – 1                                                                   | Costa Rica                                                              | Qual. Mondiali 2022                                                     | -                                                                       | 70’                                                                     |
| 24-3-2022                                                               | Kingston                                                                | Giamaica                                                                | 1 – 1                                                                   | El Salvador                                                             | Qual. Mondiali 2022                                                     | -                                                                       |                                                                         |
| 27-3-2022                                                               | Toronto                                                                 | Canada                                                                  | 4 – 0                                                                   | Giamaica                                                                | Qual. Mondiali 2022                                                     | -                                                                       |                                                                         |
| 30-3-2022                                                               | Kingston                                                                | Giamaica                                                                | 2 – 1                                                                   | Honduras                                                                | Qual. Mondiali 2022                                                     | 1                                                                       |                                                                         |
| 7-6-2022                                                                | Kingston                                                                | Giamaica                                                                | 3 – 1                                                                   | Suriname                                                                | CONCACAF Nations League 2022-2023 - 1º turno                            | 1                                                                       | 86’                                                                     |
| 14-6-2022                                                               | Kingston                                                                | Giamaica                                                                | 1 – 1                                                                   | Messico                                                                 | CONCACAF Nations League 2022-2023 - 1º turno                            | -                                                                       |                                                                         |
| 27-9-2022                                                               | Harrison                                                                | Giamaica                                                                | 0 – 3                                                                   | Argentina                                                               | Amichevole                                                              | -                                                                       | 10’                                                                     |
| 11-3-2023                                                               | Montego Bay                                                             | Giamaica                                                                | 0 – 1                                                                   | Trinidad e Tobago                                                       | Amichevole                                                              | -                                                                       |                                                                         |
| 14-3-2023                                                               | Kingston                                                                | Giamaica                                                                | 0 – 0                                                                   | Trinidad e Tobago                                                       | Amichevole                                                              | -                                                                       | 46’                                                                     |
| 26-3-2023                                                               | Città del Messico                                                       | Messico                                                                 | 2 – 2                                                                   | Giamaica                                                                | CONCACAF Nations League 2022-2023 - 1º turno                            | -                                                                       | 66’                                                                     |
| 27-5-2025                                                               | Londra                                                                  | Giamaica                                                                | 3 – 2                                                                   | Trinidad e Tobago                                                       | Amichevole                                                              | -                                                                       | 70’                                                                     |
| 31-5-2025                                                               | Brentford                                                               | Giamaica                                                                | 2 – 2 (4 – 5 dtr)                                                       | Nigeria                                                                 | Amichevole                                                              | -                                                                       | 75’                                                                     |
| 10-6-2025                                                               | Kingston                                                                | Giamaica                                                                | 3 – 0                                                                   | Guatemala                                                               | Qual. Mondiali 2026                                                     | -                                                                       | 84’                                                                     |
| Totale                                                                  |                                                                         | Presenze                                                                | 21                                                                      |                                                                         | Reti                                                                    | 2                                                                       |                                                                         |

## Palmarès

### Club

#### Competizioni giovanili
- FA Youth Cup: 1

Manchester United: 2010-2011

#### Competizioni nazionali
- Campionato inglese: 1

Manchester United: 2010-2011
- Community Shield: 1

Manchester United: 2011